# Ciao (film)
Ciao – film dramat obyczajowy, produkcji amerykańskiej, w reżyserii Yen Tana, nakręcony w 2008 roku.

## Obsada
- Adam Neal Smith jako Jeff
- Alessandro Calza jako Andrea
- Ethel Lung jako Lauren
- Chuck Blaum jako Mark
- John S. Boles jako ojciec Marka
- Margaret Lake jako matka Marka
- Tiffany Vollmer jako doktor
- Grant James jak właściciel restauracji
- Juli Ericson jako właścicielka restauracji

i inni.

## Opis fabuły
Po śmierci kolegi, Jeff zawiadamia jego internetowego przyjaciela Andree z Włoch o nieszczęściu. Andrea podtrzymuje kontakt z Jeffem. Postanawia odwiedzić go w Ameryce. Dochodzi do spotkania, które przeradza się w miłość dwóch dojrzałych gejów.